# Arhiepiscopia Târgoviștei
Arhiepiscopia Târgoviștei este o eparhie a Bisericii Ortodoxe Române. Are jurisdicție peste județul Dâmbovița și este condusă de arhiepiscopul Nifon Mihăiță.
La 10 decembrie 1979 în cadrul sesiunii de lucru a Sfântului Sinod arhimandritul dr. Vasile Costin a fost ales în unanimitate episcop-vicar patriarhal cu titlul „Târgovișteanul”. Hirotonia întru Arhiereu a avut loc duminică, 20 ianuarie 1980. După evenimentele din 1989 au urmat restatornicirea și înființarea mai multor scaune episcopale în cuprinsul Patriarhiei Române. Astfel, în 3 septembrie 1991, dr. Vasile Costin a fost ales și în 22 septembrie 1991 înscăunat ca întâiul Arhiepiscop al Târgoviștei, orașul istoric al Munteniei având din nou păstor bisericesc propriu, după mai bine de trei secole, de la 1668, când Mitropolia se mutase definitiv la București.

## Legături externe
- Arhiepiscopia Targovistei - protopopiate, 18 iulie 2012, CrestinOrtodox.ro